# Torneo Tirreno Power 2013
Il Torneo Tirreno Power 2013 è stato un torneo di tennis facente parte della categoria ITF Women's Circuit nell'ambito dell'ITF Women's Circuit 2013. Il torneo si è giocato a Civitavecchia in Italia dal 29 aprile al 5 maggio 2013 su campi in terra rossa e aveva un montepremi di $25,000.

## Vincitrici

### Singolare
Anna Karolína Schmiedlová ha battuto in finale  Magda Linette con il punteggio di 6–0, 6–1

### Doppio
Stephanie Vogt /  Renata Voráčová hanno battuto in finale  Paula Kania /  Magda Linette con il punteggio di 6–3, 6–4